# Извор (Софийская область)
Извор (болг. Извор) — село в Болгарии. Находится в Софийской области, входит в общину Сливница. Население составляет 125 человек.

## Политическая ситуация
Кмет (мэр) общины Сливница — Георги Сеферинов Георгиев (Инициативный комитет — Георги Сеферинов Георгиев) по результатам выборов.